# Ерозія (медицина)

Схематичне зображення ерозії (ліворуч), екскоріації (в середині) і виразки (праворуч).

Ерозія (лат. erosio -onis, дос. «роз'їдання») — поверхневий дефект епітелію, що не зачіпає базальну мембрану і нижчі шари, і який заживає, на відміну від виразки, без утворення рубця. Причинами ерозії можуть бути механічний вплив (садна шкіри), дистрофічні та запальні процеси в слизовій оболонці (наприклад, ерозії шлунка), подразнювальну дію патологічних виділень (ерозія шийки матки) та ін. З боку шкіри цей дефект може бути наслідком пустул або везикул.

## Окремі випадки
- Ерозія шийки матки
- Ерозія емалі зубів